# The Commando
The Commando es una película de suspenso, crimen y acción estadounidense dirigida por Asif Akbar y protagonizada por Mickey Rourke y Michael Jai White.
Fue estrenada en Estados Unidos el 7 de enero de 2022 por Saban Films.

## Reparto
- Mickey Rourke como Johnny[1]
- Michael Jai White como James Baker
- Jeff Fahey[1]
- Brendan Fehr[1]
- Donald Cerrone[1]
- Sam Tan como Sean[1]

## Producción

### Casting
En septiembre de 2020, se anunció que Rourke participaría en la película. En octubre de 2020, White se unió al elenco de la película.

### Rodaje
La fotografía principal se realizó en Nuevo México en octubre y noviembre de 2020.

## Estreno
El 7 de diciembre de 2021, Saban Films lanzó un tráiler de la película y la fijó para su estreno el 7 de enero de 2022.